# 11870 Sverige
11870 Sverige è un asteroide della fascia principale. Scoperto nel 1989, presenta un'orbita caratterizzata da un semiasse maggiore pari a 3,0464764 UA e da un'eccentricità di 0,1931667, inclinata di 7,79500° rispetto all'eclittica.